# Gaotian, Chongqing
Gaotian (kinesiska: 膏田) är en köping i sydvästra Kina. Den ligger i häradet Xiushan i storstadsområdet Chongqing,  omkring 250 kilometer sydost om det centrala stadsdistriktet Yuzhong. Antalet invånare är 13 608. Befolkningen består av 6 294 kvinnor och 7 314 män. Barn under 15 år utgör 24,0 %, vuxna 15-64 år 66 %, och äldre över 65 år 9,0 %.